# Europsko prvenstvo u streljaštvu 2009.
Europsko prvenstvo u streljaštvu 2009. održalo se u Pragu u Češkoj Republici od 19. veljače 2009. do 23. veljače 2009. godine.

### Zračni pištolj 10 m (Muški)
Natjecanje u zračno pištolju na 10 m održano je 22. veljače.
| Medalja | Ime             | Država | Bodovi | Razlika |
| ------- | --------------- | ------ | ------ | ------- |
| Zlato   | Andrija Zlatić  | SER    | 684.6  |         |
| Srebro  | Mauro Badarachi | ITA    | 684.3  | - 0.3   |
| Bronca  | Vladimir Isakov | RUS    | 683.5  | - 1.1   |

### Zračni pištolj 10 m (Žene)
Natjecanje u zračno pištolju na 10 m održano je 21. veljače.
| Medalja | Ime             | Država | Bodovi | Razlika |
| ------- | --------------- | ------ | ------ | ------- |
| Zlato   | Maria Grozdeva  | BUL    | 487.4  |         |
| Srebro  | Nino Salukvadce | GEO    | 484.4  | - 3.0   |
| Bronca  | Lenka Maruškova | CZE    | 483.9  | - 3.5   |

### Zračna puška 10 m (Muški)
Natjecanje u zračno pušci na 10 m održano je 22. veljače.
| Medalja | Ime                    | Država | Bodovi | Razlika |
| ------- | ---------------------- | ------ | ------ | ------- |
| Zlato   | Niccolo Campriani      | ITA    | 699.6  |         |
| Srebro  | Pierre Edmond Piasecki | FRA    | 697.5  | - 2.1   |
| Bronca  | Vitali Bubnovič        | BLR    | 697.1  | - 2.5   |

### Zračna puška 10 m (Žene)
Natjecanje u zračno pušci na 10 m održano je 21. veljače.
| Medalja | Ime             | Država | Bodovi | Razlika |
| ------- | --------------- | ------ | ------ | ------- |
| Zlato   | Snježana Pejčić | CRO    | 500.5  |         |
| Srebro  | Beate Gauss     | GER    | 499.3  | - 1.2   |
| Bronca  | Pavla Kalna     | CZE    | 498.8  | - 1.7   |

### Pokretna meta 10 m (Žene)
Natjecanje u pokretnoj meti na 10 m održano je 21. veljače.
| Medalja | Ime                 | Država | Bodovi | Razlika |
| ------- | ------------------- | ------ | ------ | ------- |
| Zlato   | Galina Avramenko    | UKR    | 372    |         |
| Srebro  | Viktorija Zabolotna | UKR    | 370    | - 2     |
| Bronca  | Marina Gulak        | RUS    | 369    | - 3     |

### Pokretna meta 10 m mješano (Žene)
Natjecanje u pokretnoj meti na 10 m mješano održano je 22. veljače.
| Medalja | Ime                 | Država | Bodovi | Razlika |
| ------- | ------------------- | ------ | ------ | ------- |
| Zlato   | Silke Abramovic     | GER    | 377    |         |
| Srebro  | Viktorija Zabolotna | UKR    | 376    | - 1     |
| Bronca  | Galina Avramenko    | UKR    | 375    | - 2     |

## Hrvatska reprezentacija streljaca

### Streljci
- Vlado Cindrić
- Petar Gorša
- Ivan Hižak
- Blaško Jurić

### Streljašice
- Suzana Cimbal Špirelja
- Sanja Kovacs
- Marija Marović
- Snježana Pejčić
- Vlatka Pervan
- Kristina Vrbek

## Vanjske poveznice
- Službena stranica organizatora